# Sztandar procesyjny
Sztandar procesyjny – parament w kształcie prostokątnego kawałka materiału zdobionego haftem, używany podczas procesji kościelnych i nabożeństw.
Sztandary przejęte zostały ze świata militarnego. W średniowieczu swoje sztandary zaczęły posiadać miasta, były to tzw. gonfalony. Następnie tradycja posiadania sztandaru przyjęta została przez bractwa (konfraternie) i wspólnoty kościelne.

## Wygląd
Na sztandarze znajduje się najczęściej wizerunek patrona bractwa, parafii lub innego rodzaju stowarzyszenia kościelnego. Prostokątny materiał (len, bawełna, konopie, jedwab lub aksamit) zawieszony jest na poprzecznym drążku umocowanym na drzewcu. Drzewce, trzymane pionowo, niesie osoba specjalnie wybrana do prezentowania stowarzyszenia podczas nabożeństwa czy procesji. Czasem sztandar procesyjny ozdabiany jest sznurami czy taśmami zakończonymi frędzlami.

## Zabytkowe sztandary procesyjne
- Sztandar procesyjny z Kevelaer (Niccolò di Liberatore, XV w.)
- Gonfalon z Pietą (Pietro Perugino, koniec XV w.)
- Gonfalon Sprawiedliwości (Pietro Perugino, początek XVI w.)
- Sztandar procesyjny z Najświętszym Sakramentem (Girolamo Romani, XVI w.)
- Sztandar z Trójcą Świętą (Rafael Santi, koniec XV w.)
- Sztandar z Modeny (Ludovico Lana, XVII w.)
- Sztandar ze św. Augustynem (Pinturicchio, 1500)
- Sztandar z Duchem Świętym (Luca Signorelli, Loniec XV w.)